# ژئوگرید

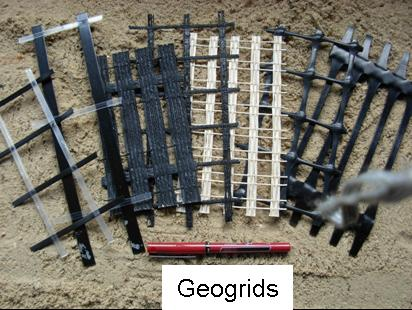
ژئوگرید

ژئوگرید (Geogrid) یکی از اعضای مجموعهٔ ژئوسنتتیک‌ها می‌باشد که معمولاً از مواد پلی استر، پلی وینیل کلراید، پلی اتیلن و پلی پروپیلن تشکیل می‌شود. ژئوگریدها در دو نوع پارچه ای و پلاستیکی (گرانولی) وجود دارند. کاربرد اصلی ژئوگرید پایدار سازی خاک می‌باشد؛ ولی امروزه کاربرد جدیدی برای ژئوگریدها به وجود آمده‌است و آن تقویت روکش آسفالت است. ژئوگرید بر پایه پلی استر و پلی اتیلن می‌باشد و به علت قابلیت کشسانی بالا در مسلح سازی خاک در نواحی مختلف به کار می‌رود.
ژئوگریدها در دو نوع تک سویه و دوسویه عرضه می‌شوند ولی نسبت به کاربردشان شکل ظاهریشان تغییر می‌کند.

## انواع
1. ژئوگریدهای پلی اتیلنی جهت محافظت از لوله : این ژئوگریدها بر روی لوله‌های انتقال نفت و گاز قرار می‌گیرند و اجازه نمی‌دهند لوله‌ها در اثر کشش یا برخورد با سنگ‌های لبه تیز آسیب ببینند.
2. ژئوگرید آسفالتی : این ژئوگریدها برای تقویت روکش آسفالت به کار می‌روند به طوری که یک لایه ژئوتکستایل روی آن لمینیت شده‌است و با قیر داغ به زمین می‌چسبد و آسفالت روی ژئوگرید ریخته می‌شود.
3. ژئوگرید پلی استری : این ژئوگریدها از پلی استر تشکیل شده‌اند به علت قابلیت مقاومت کشسانی بالای پلی استر و انعطاف‌پذیری بالای آن معمولاً برای تقویت بستر راه و راه‌آهن به کار می‌روند و کاربرد بارز آن‌ها ساخت دیوار حائل می‌باشد و اکثر ژئوگریدهای آسفالتی از ماده پلی استر ساخته شده‌اند ولی شکل ظاهری آن‌ها با ژئوگرید پلی استری متفاوت است.
4. ژئوگرید پلی اتیلنی : نوعی از ژئوگرید است که مقاومت کششی بالایی دارد ولی انعطاف ژئوگرید پلی استری را دارا نمی‌باشد و سفت است به همین خاطر برای ساخت گابیون مورد استفاده قرار می‌گیرد.
5. ژئوگریدهای تک محوری: این ژئوگریدها از کشش دنده ها در جهت طولی تشکیل می شوند. بنابراین، در این حالت، ماده دارای استحکام کششی بالایی در جهت طولی نسبت به جهت عرضی است.
6. ژئوگریدهای دو محوره: در اینجا در حین پانچ ورق های پلیمری، کشش در هر دو جهت انجام می شود. از این رو تابع استحکام کششی به طور یکسان به هر دو جهت عرضی و طولی داده می شود.
7. ژئوگریدهای سه محوری: ترکیبی از دو نوع قبلی